# Сурмино (Пензенская область)
Сурмино — село в Кузнецком районе Пензенской области. Входит в состав Явлейского сельсовета.

## География
Село расположено в восточной части области на расстоянии примерно в 18 километрах по прямой к северо-востоку от районного центра Кузнецка.
Часовой пояс
Село Сурмино как и вся Пензенская область, находится в часовой зоне МСК (московское время). Смещение применяемого времени относительно UTC составляет +3:00.

## Население
| 1795 | 1859  | 1911  | 1930  | 1939  | 1959 | 1979 |
| ---- | ----- | ----- | ----- | ----- | ---- | ---- |
| 800  | ↗1114 | ↗1464 | ↗1639 | ↘1326 | ↘534 | ↘260 |
| 1989 | 1996  | 2002  | 2010  |       |      |      |
| ↘139 | ↘131  | ↘87   | ↘58   |       |      |      |

Национальный состав
Согласно результатам переписи 2002 года, в национальной структуре населения русские составляли 98 % из 87 чел..